# Janghwa
Janghwa (koreanisch: 장화) (* im 9. Jahrhundert in Naju, im späteren Baekje; † im 10. Jahrhundert in Songak, Goryeo) war Königin und 2. Frau des Gründers der Goryeo-Dynastie (고려 왕조) (918–1392), König Taejo (태조).

## Leben
Königin Janghwa war die Tochter des reichen Fürsten Daryeon (다련), der dem Oh-Klan entstammte und in Naju (나주), im Südwesten der koreanischen Halbinsel mit seiner Familie beheimatet war. Von seiner Tochter erzählte man später die Geschichte, das sie einmal davon geträumt hatte, dass ein Drachen über ihren Bauch in ihren Körper eingedrungen war. Einige Zeit später ankerte General Wang Geon (왕건), der spätere Gründer der Goryeo-Dynastie, mit seinem Schiff an der Küste von Mokpo (목포) und folgte fünf farbigen Wolken, die er am Horizont sah. Er fand so die Tochter den Fürsten bei der Wäsche an einer Quelle. Er verliebte sich in sie, schlief mit ihr, verhinderte aber durch Coitus interruptus, dass sie schwanger werden konnte. Sie aber soll den Samen von ihm aufgenommen und in ihre Vagina eingeführt haben, sodass sie schwanger wurde. Ihr Sohn wurde später unter dem Namen Hyejong König des Königreichs Goryeo.
Als Wang Geon später die Goryeo-Dynastie und das Goryeo-Reich gründete, wurde zunächst Sinhye (신혜) als seine erste Ehefrau Königin des Landes. Er heiratete insgesamt 25 seiner 29 Frauen, die alle aus den unterschiedlichen Landesteilen stammten und über die er seine königliche Macht festigen wollte. Drei von ihnen wurden nacheinander Königinnen, Janghwa wurde nach Königin Sinhye, die kinderlos geblieben war, die zweite Königin des Goryeo-Reichs. Trotz der für sie misslichen Situation, dass ihr Gemahl zahlreiche Frauen sein eigen nannte, stand sie an seiner Seite und sorgte mit für stabile Verhältnisse am Hofe. 921 wurde dafür unter den zahlreichen Prinzen ihr Sohn zum Kronprinz und Nachfolger von Taejo ernannt.
Anmerkung
Eine andere Quelle gibt an, dass Janghwa erst nach ihrem Tod posthum zur Königin ernannt wurde.